# النمو النظيف
النمو النظيف وسيلة لتحقيق النمو الاقتصادي، واستخدام التكنولوجيا النظيفة، والسماح بالتنمية المستدامة والهدف من ذلك هو رفع مستوى المعيشة مع مراعاة التقليل في الاثر السلبي على البيئة.
ويستخدم العلماء والساسة هذه المصطلحات. على سبيل المثال، قال نيكولا ساركوزي: «هدفنا الأول هو إيجاد الطريق لتحقيق النمو» النظيف«وأود اليوم أن أدافع عن هذه الفكرة هنا. ليس علينا أن نختار بين إنقاذ كوكب الأرض والنمو بل أن نعمل على تحقيق النمو وإنقاذ كوكب الأرض. لذا فنحن في احتياج إلى نمو يستهلك قدراً أقل من الطاقة ويقل من المواد الخام. يجب خلق اقتصاد جديد».